# 実践女子大学の人物一覧
実践女子大学の人物一覧（じっせんじょしだいがくのじんぶついちらん）は、実践女子大学に関係する人物の一覧記事。

## 著名な教職員
- 鹿島千穂 - 文学部英文学科講師、キャリア教育
- 山本浩貴 - 文学部美学美術史学科准教授、現代美術史

## 元教職員
- 近藤みゆき - 日本語学者。元国文学科教授。
- 竹田美文 - 元生活科学部教授。
- 武島羽衣 - 元国文学教授
- 牧野和夫  - 国文学者。元国文学科教授。

## OG

### 政界
- 松下玲子 - 衆議院議員、元武蔵野市長、元東京都議会議員
- 染谷絹代 - 島田市長（中退）

### 財界
- 政井貴子 - 新生銀行執行役員、日本銀行政策委員会審議委員

### 学術
- 柏崎順子 - 一橋大学大学院法学研究科教授
- 安井匡子 - 学校法人藤学園元理事長

### 文学
- 小山内富子 - 随筆家、童話作家
- 本沢みなみ - 小説家
- 向田邦子 - 小説家、脚本家
- 茂市久美子 - 童話作家

### 芸能
- 浜田百合子 - 女優、実践女学校卒
- 旭輝子 - 女優、実践女学校中退
- 塩沢とき - 女優、実践女学校卒
- うつみ宮土理 - タレント
- 真琴つばさ - 元宝塚歌劇団月組トップスター・歌手・女優、宝塚音楽学校の合格が決まったため1日で中退
- 牧野美千子 - タレント、女優
- 小松みゆき - 女優、中退
- 長谷川理恵 - モデル・タレント
- 八木依子 - タレント
- 白石みき - タレント
- 木竜麻生 - 女優
- 和田彩花 - 歌手、元アンジュルム
- 宮本茉由 - モデル、女優
- 百瀬さつき - お笑いコンビ「ガール座」
- 小野綾香 - お笑いコンビ「ガール座」
- 小山みつな - 民謡歌手

### マスコミ
- 石川小百合 - フリーアナウンサー、元テレビ静岡
- 江崎裕子 - 福岡放送契約アナウンサー
- 秋山博子 - 青森放送アナウンサー
- 角田久美子 - 元日本テレビアナウンサー
- 小山真理 - 元テレビ愛知アナウンサー
- 唐橋ユミ - キャスター、元テレビユー福島
- 鈴木智草 - 元山梨放送アナウンサー
- 山形純菜 - TBSテレビアナウンサー

### スポーツ
- 大原智子 - サッカー選手、元サッカー日本女子代表選手、サッカージャーナリスト
- 長野ハル - プロボクシング・マネージャー、帝拳ジム所属）

### その他
- 秋瑾 - 革命家
- 田中里子 - 市民運動家
- 橘さつき - 寄席文字橘流・勘亭流文字書家